# イタリア級戦艦
| イタリア級戦艦 | イタリア級戦艦 |
| -------------- | --- |
| 「イタリア」   | |
| 艦級概観       | |
| 艦種           | 戦艦 |
| 艦名           | |
| 前級           | カイオ・デュイリオ級 |
| 次級           | ルッジェーロ・ディ・ラウリア級 |
| 性能諸元       | |
| 排水量:        | 常備：13,898トン 満載：15,654トン（レパント：15,900トン） |
| 全長:          | 124.7m |
| 水線長:        | 122.0m |
| 全幅:          | 22.5m（レパント：22.3m） |
| 吃水:          | 9.3m（レパント：9.6m） |
| 機関:          | 型式不明石炭・重油混焼長円缶6基&円缶16基 ＋形式不明直立型二段膨張式三気筒レシプロ機関4基2軸推進 |
| 最大出力:      | 15,797hp |
| 最大速力:      | 18.0ノット |
| 航続距離:      | 10ノット/3,760海里 |
| 燃料:          | 石炭：1,650トン（常備）、3,000トン（満載） 重油：120トン |
| 乗員:          | 水兵：719名、士官：37名 |
| 兵装:          | イタリア：43.1cm（26.1口径）単装砲3基 43.1cm（27口径）単装砲1基 14.9cm（26口径）単装砲8基 12cm（23口径）単装速射砲4基 35.6cm水上魚雷発射管単装4基 レパント：43.1cm（27口径）単装砲4基 15.2cm（32口径）単装砲8基 12cm（32口径）単装速射砲4基 35.6cm水上魚雷発射管単装4基 |
| 装甲:          | 鉄製 舷側：0mm 甲板：100mm バーベッド：480mm 煙突基部：406mm 司令塔：102mm |

イタリア級戦艦  (イタリア語: Corazzate della Classe Italia) は、イタリア海軍の草創期の戦艦である｡

## 概要
本級は、イタリア海軍が自国の沿岸防備を主任務として建造した。前級「カイオ・デュイリオ級」の竣工前の1875年に本級の建造が承認されている。本級のコンセプトは「歩兵一個師団を乗せて敵国の侵攻する海岸に迅速に急行できる速力と、海上から砲撃支援のできる火力」であり、造船官ベネデット･ブリンの設計で纏められた。仮想敵国フランス海軍の戦力増強が続く中、自国の長大な海岸線からの上陸侵攻に備えることが建造の主目的であった。

## 艦形

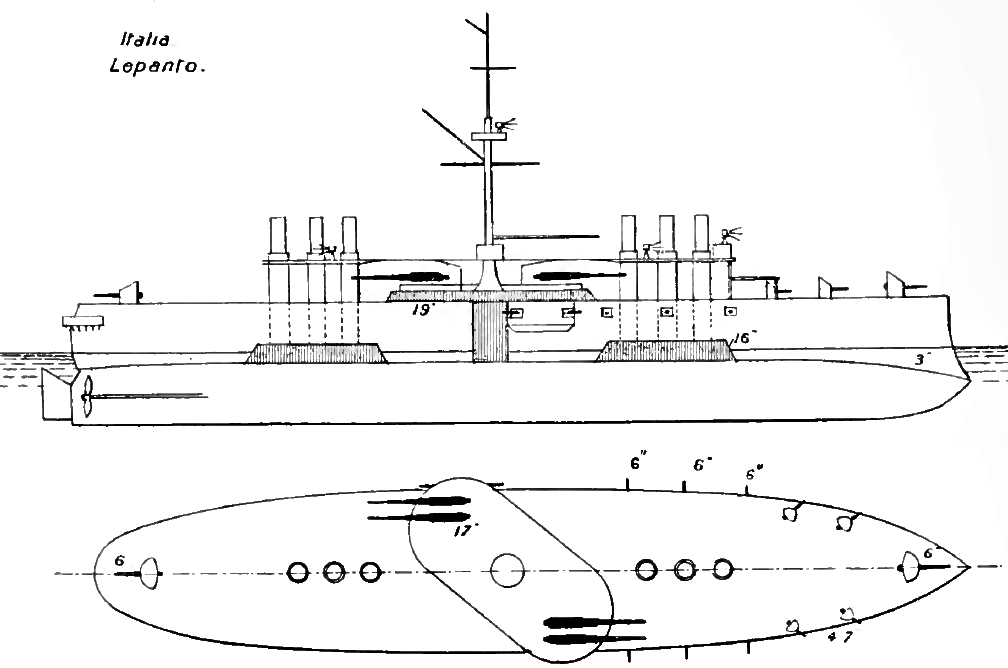
本級の武装・装甲配置を示した図。

本級の船体形状は前級とは大きく異なり、乾舷の高い全通甲板型となった。陸軍の歩兵1個師団を乗艦させ輸送するため、艦内容積の大きい船体形状が採用された。
船体中央部に主砲バーベットを配置し、この上に43.1cm後装砲4門が配置された。主砲バーベットは、右舷側が前寄り、左舷側が後ろ寄りに配置されたアン・エシュロン型の配置としている。
本級の煙突は中央部に主砲塔2基を配置したことにより、半分ずつ前後2箇所に分散配置された。これにより、操舵艦橋は煤煙を避けるために煙突の中段に配置された空中甲板（フライング･デッキの）最前方に配置された。煙突の本数は「イタリア」は6本、「レパント」は4本で異なっていたが、「イタリア」は1905年に主ボイラーを換装したために煙突の本数は6本から4本に減少して2隻とも同じ4本煙突となった。
本級の主マストは頂上部に1段の見張り所を持つ単脚式のマストで主砲塔2基に挟まれるように船体中央部に1本が配置された。「イタリア」は前述のボイラー換装に伴い、主マストを撤去し、前部2本煙突の前方と後部2本煙突の後方にミリタリー･マストを1本ずつ計2本を配置した。
本級の副砲は主砲の爆風を避けるために単装砲8基のうち2基を艦首と艦尾に防盾の付いた単装砲架で1基ずつ配置し、残り6基は前部3本煙突の舷側ケースメイト配置で片舷3基ずつ計6基を配置していた。対水雷艇砲の配置は副砲の後部に単装砲架で片舷2基ずつ計4基を配置した。

## 武装

### 主砲

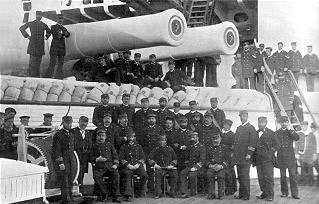
本級の43.1cm主砲。

本級の主砲は当時、イタリアが入手できる最新にして最大の火力が求められ、アームスロング社製モデル431C 43.1cm（26.1口径）後装填式砲を採用した。この砲は1門当たりの重量が103トンに達する砲である。前級の主砲（口径は45cm）が砲口から装薬と砲弾を装填する前装砲であったのに対し、本級では砲の後部を開けて砲弾を装填する後装砲となった。この砲を露砲塔方式で搭載した。露砲塔とは、のちの砲塔形式とは異なり火砲の基部のみを装甲で覆う型式を指す型式である。砲弾と装薬の装填機構は砲架の後部にあり、装填する際は最大仰角をかけて尾栓部から装填する。このため、発射速度は5分間に1発程度であった。
主砲の口径は「イタリア」はモデル431C 43.1cm（26.1口径）単装砲3基とモデル431B 43.1cm（27口径）単装砲1基を混載していた。これは、当時のアームストロング社が43.1cmという巨砲を量産する事が難しく、製造中により長い砲身の物が開発されたためである。このため、2番艦の「レパント」は全てモデル431B 43.1cm（27口径）単装砲に統一された。バーベット上には左右各1基ずつの旋回盤が設けられ、各旋回盤上に単装砲2基ずつが設置された。

### 副砲、その他の備砲・水雷兵装
副砲は、「イタリア」は14.9cm（26口径）速射砲を単装砲架で8基、「レパント」は15.2cm（32口径）速射砲を単装砲架で8基を搭載していた。対水雷艇砲は、「イタリア」は12cm（23口径）速射砲を採用し、「レパント」にはより砲身の長い12cm（32口径）速射砲を採用した。他に水雷兵装として35.6cm単装魚雷発射管を4基装備した。

## 同型艦
- イタリア（Italia）

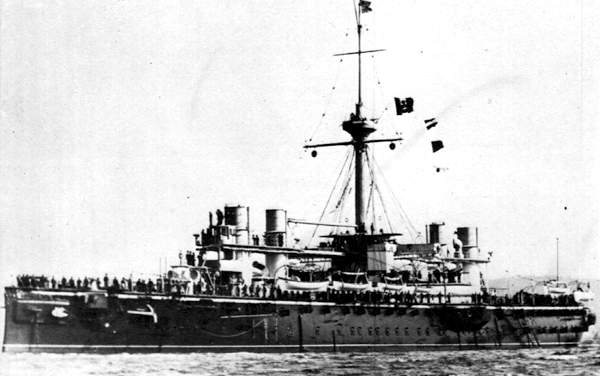
機関改装後の「レパント」。ボイラー改造の結果、6本から4本へと煙突数が減った。

カステラマーレ造船所で1876年7月起工、1880年9月29日進水、1885年10月16日竣工。1905年に近代化改装。1909年にラ･スペチアで水雷学校付属練習艦に類別。1914年に除籍。1915年に一等補助艦に類別しブリンディシで砲台任務に就く。1917年に穀物運送船に改造。1921年に除籍解体処分。
- レパント（Lepanto）

オルランド造船所で1876年10月起工、1883年3月17日進水、1885年8月16日竣工。1902年に砲術練習艦に類別。1908年の演習で国王のお召し艦となる。1910年にラ･スペチアで倉庫艦に類別、1913年にデルナ港にて警備艦となり、1914年1月15日に除籍後、1915年に解体処分。

## 参考図書
- 「世界の艦船増刊第41集　イタリア戦艦史」（海人社）
- 「Conway All The World's Fightingships 1860-1905」（Conway）
- 「Conway All The World's Fightingships 1906–1921」（Conway）